# Velké Meziříčí
Velké Meziříčí (németül Groß Meseritsch) város a Csehországban, a történelmi Csehország és Morvaország határán, a Vysočina kerületben. 
Az Oslava és a Balinka folyók találkozásánál fekszik, a D1-es autópálya mellett. Első írásos említése a 12. századból származik. 1408-ban kapta meg városi rangját, ezt 1417-ben IV. Vencel cseh király megerősítette. 2008-ban ünnepelték a város 600. éves évfordulóját. A város központjában a vár, a Szent Miklós-templom, a gótikus Városháza, a reneszánsz Lutheránus Iskola és a két zsinagóga található. a városban a 17. századtól kezdve jelentős zsidó lakosság élt, jól megőrzött zsidó temető is található a városban.

## Híres emberek
- Cvi Askenazi
- Leopold Hilsner
- Ludwig Minkus
- Arnold Pick
- Isaac Hirsch Weiss
- Nathan Weiss

## Népesség
A település népessége az elmúlt években az alábbi módon változott:
| Lakosok száma | 6792 | 6877 | 7335 | 8424 | 11 518 | 11 750 | 11 645 | 11 484 | 11 409 | 11 627 |
|               | 1869 | 1900 | 1921 | 1961 | 1991   | 2012   | 2016   | 2019   | 2021   | 2024   |

## Galéria

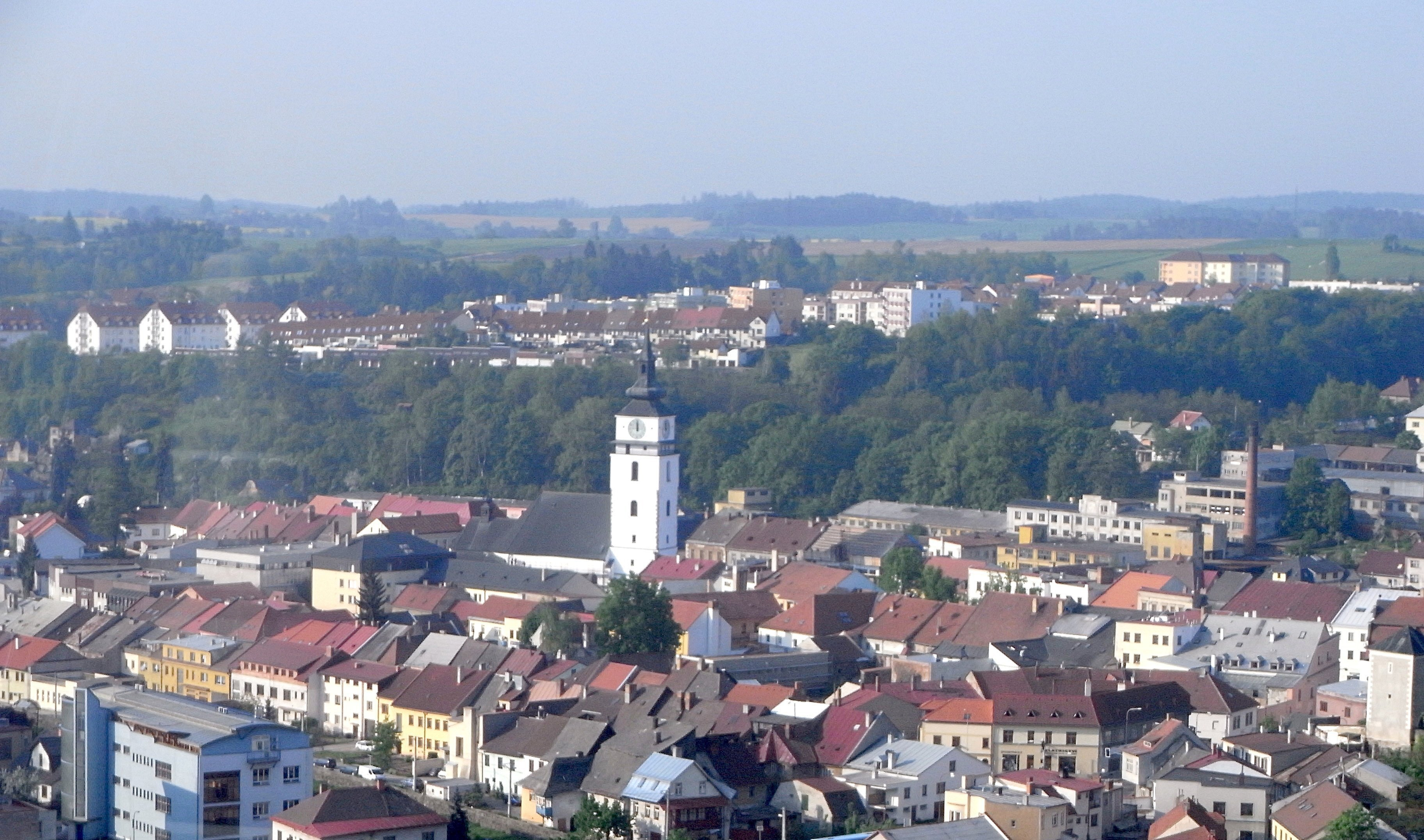
A város látképe
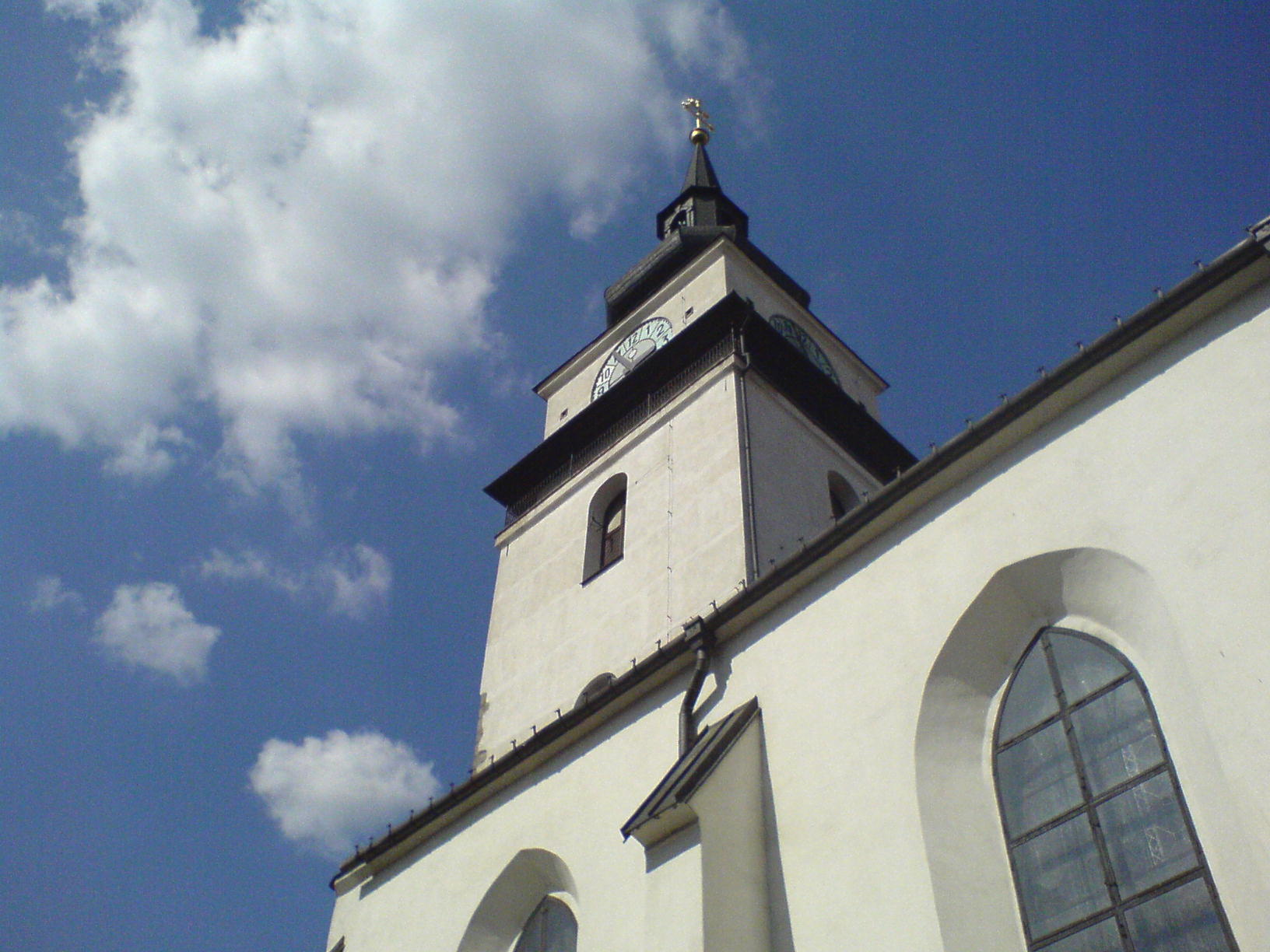
Szent Miklós-templom
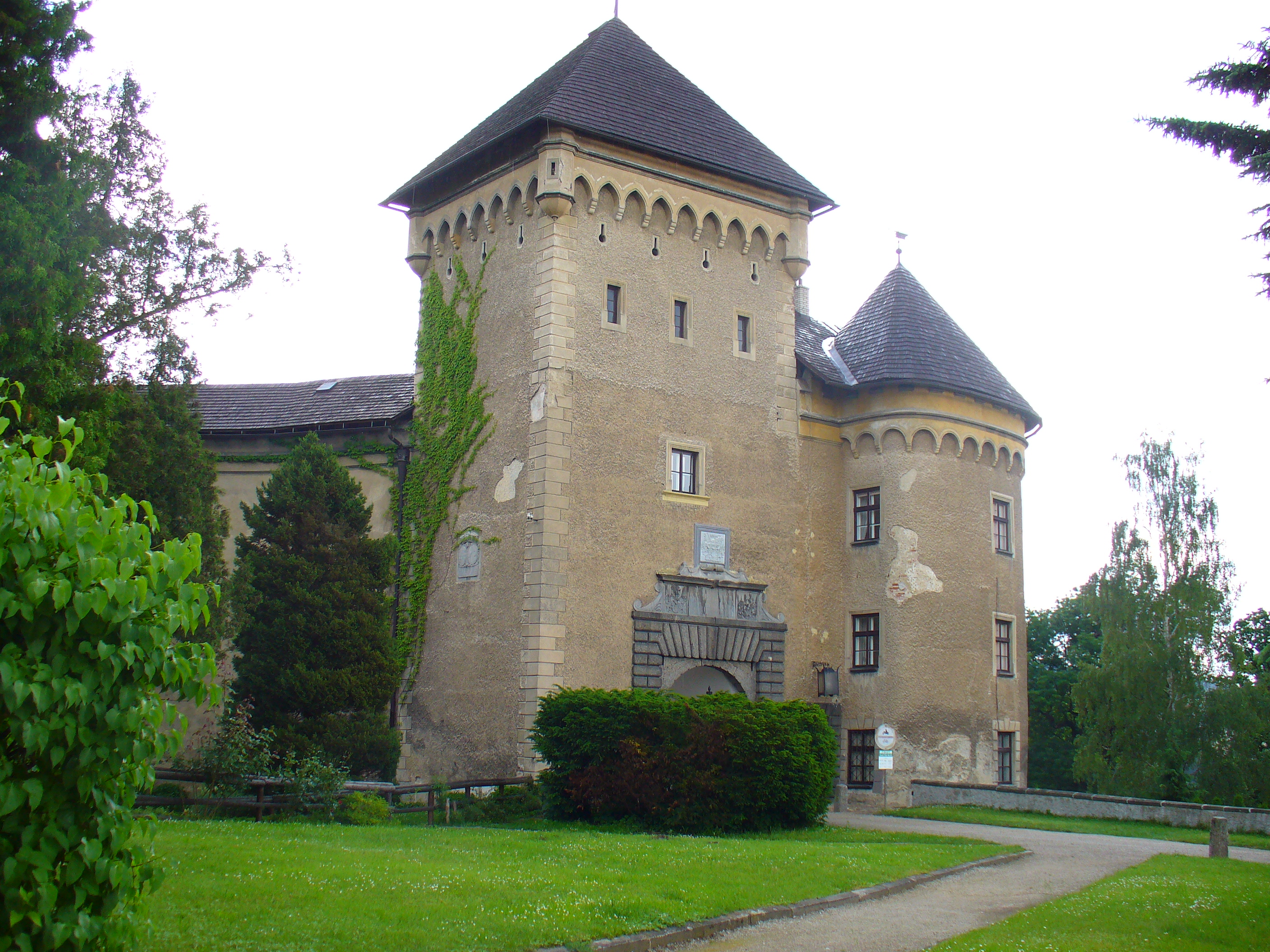
A vár főbejárata
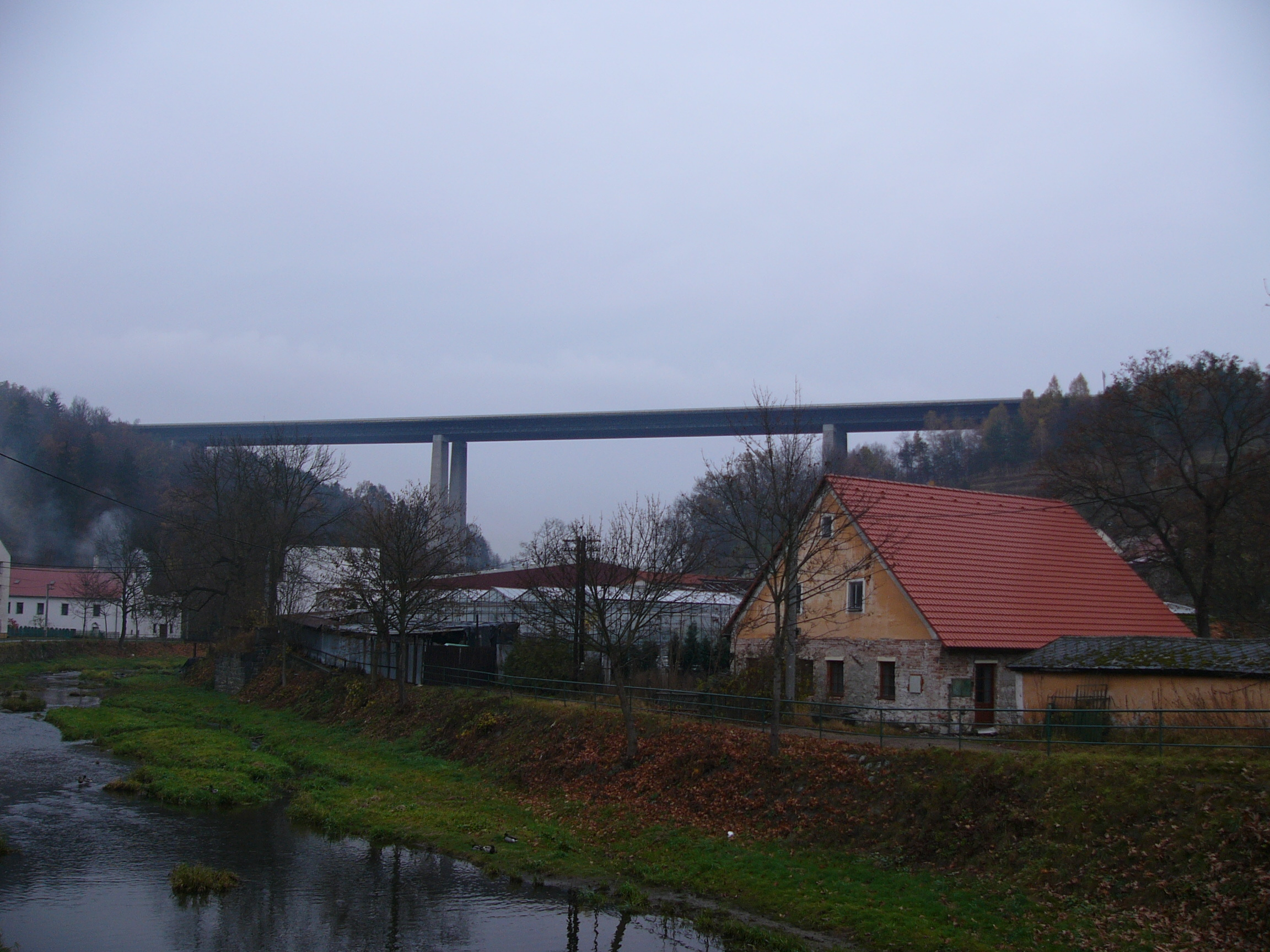
A Vysočina-híd